# Municipio de Rawles
El municipio de Rawles (en inglés: Rawles Township) es un municipio ubicado en el condado de Mills en el estado estadounidense de Iowa. En el año 2010 tenía una población de 512 habitantes y una densidad poblacional de 5,64 personas por km².

## Geografía
El municipio de Rawles se encuentra ubicado en las coordenadas 40°56′28″N 95°39′48″O / 40.94111, -95.66333. Según la Oficina del Censo de los Estados Unidos, el municipio tiene una superficie total de 90.78 km², de la cual 90,65 km² corresponden a tierra firme y (0,15 %) 0,14 km² es agua.

## Demografía
Según el censo de 2010, había 512 personas residiendo en el municipio de Rawles. La densidad de población era de 5,64 hab./km². De los 512 habitantes, el municipio de Rawles estaba compuesto por el 96,68 % blancos, el 0,59 % eran amerindios, el 0,2 % eran asiáticos, el 0,78 % eran isleños del Pacífico, el 1,37 % eran de otras razas y el 0,39 % eran de una mezcla de razas. Del total de la población el 5,08 % eran hispanos o latinos de cualquier raza.